# Leichtathletik-Weltmeisterschaften 2017/10.000 m der Frauen

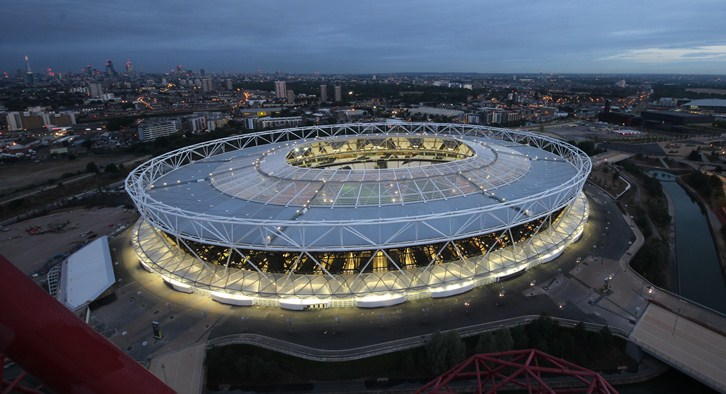
Das Olympiastadion London im Jahr 2017

Der 10.000-Meter-Lauf der Frauen bei den Leichtathletik-Weltmeisterschaften 2017 wurde am 5. August 2017 im Olympiastadion der britischen Hauptstadt London ausgetragen.
In diesem Wettbewerb gab es einen Doppelsieg für Äthiopien. Es gewann die aktuelle Olympiasiegerin Almaz Ayana, die über 5000 Meter 2015 Weltmeisterin und 2014 Afrikameisterin war. Hier in London errang sie acht Tage später auf der kürzeren Bahnlanglaufdistanz die Silbermedaille.

Rang zwei belegte die dreifache 10.000 Meter-Weltmeisterin (2005/2007/2013) und zweifache Olympiasiegerin (2008/2012) Tirunesh Dibaba. Sie hatte auch über 5000 Meter olympische und WM-Medaillen gewonnen: 2003 und 2005 jeweils WM-Gold, 2008 Olympiagold, 2008 und 2012 jeweils Olympiabronze.

Die Kenianerin Agnes Jebet Tirop gewann die Bronzemedaille.

## Rekorde

### Bestehende Rekorde
| Weltrekord               | Almaz Ayana   | 29:17,45 min | OS in Rio de Janeiro, Brasilien | 12. August 2016 |
| Weltmeisterschaftsrekord | Berhane Adere | 30:04,18 min | WM in Paris, Frankreich         | 23. August 2003 |

Der bestehende WM-Rekord wurde bei diesen Weltmeisterschaften nicht eingestellt und nicht verbessert.

### Rekordverbesserungen
Es gab zwei Landesrekorde:
- 31:57,42 min – Sitora Hamidova, Usbekistan
- 33:18,22 min – Carmen Patricia Martínez, Paraguay

## Ausgangslage
Zu den Favoritinnen in diesem Rennen gehörten wie schon seit einigen Jahren vor allem Läuferinnen aus Afrika. Beste Chancen eingeräumt wurden der Olympiasiegerin von 2016 und Weltmeisterin von 2015 über 5000 Meter Almaz Ayana aus Äthiopien. Zu ihren stärksten Konkurrentinnen gehörte ihre Landsfrau Tirunesh Dibaba, bereits 2003 Weltmeisterin über 5000 Meter und in den Jahren darauf mehrfache Weltmeisterin und Olympiasiegerin über beide Bahn-Langstrecken. Darüber hinaus war auch zu rechnen mit der kenianischen Olympiavierten von 2016 Alice Aprot Nawowuna, den beiden US-Amerikanerinnen Emily Infeld als WM-Dritter von 2015 und Molly Huddle als WM-Vierter von 2015 sowie den weiteren Vertreterinnen aus Äthiopien und Kenia.

## Rennverlauf
Vier Kilometer lang tat sich wenig in diesem Finale – der 10.000-Meter-Lauf wurde ohne vorherige Vorläufe ausgetragen. Das Rennen war angesichts der Klasse der Spitzenläuferinnen fast gemächlich, allerdings wurde es von Kilometer zu Kilometer etwas schneller. So blieb das Feld lange fast geschlossen zusammen. Nach viertausend Metern allerdings beschleunigte Ayana und konnte sich alleine absetzen. Das Tempo war jetzt sehr hoch, das Feld fiel mehr und mehr in kleinere Gruppen und Grüppchen auseinander. Ayanas Vorsprung wuchs von Runde zu Runde. Nach sechstausend Metern führte sie mit sieben Sekunden vor einer Fünfergruppe mit den drei Kenianerinnen Nawowuna, Agnes Tirop und Chepet Cheptai, Dibaba sowie der türkischen Europameisterin Yasemin Can. Bei der Kilometer acht war der Abstand von Ayanas Verfolgerinnen auf 27 Sekunden angewachsen, Can hatte abreißen lassen müssen und lag noch weiter zurück. Später verlor auch Cheptai den Anschluss, sodass die Verfolgergruppe einen Kilometer vor dem Ziel auf drei Läuferinnen geschrumpft war. Hier betrug Ayanas Vorsprung, die weiter ihr beeindruckendes Tempo beibehielt, bereits 47 Sekunden.

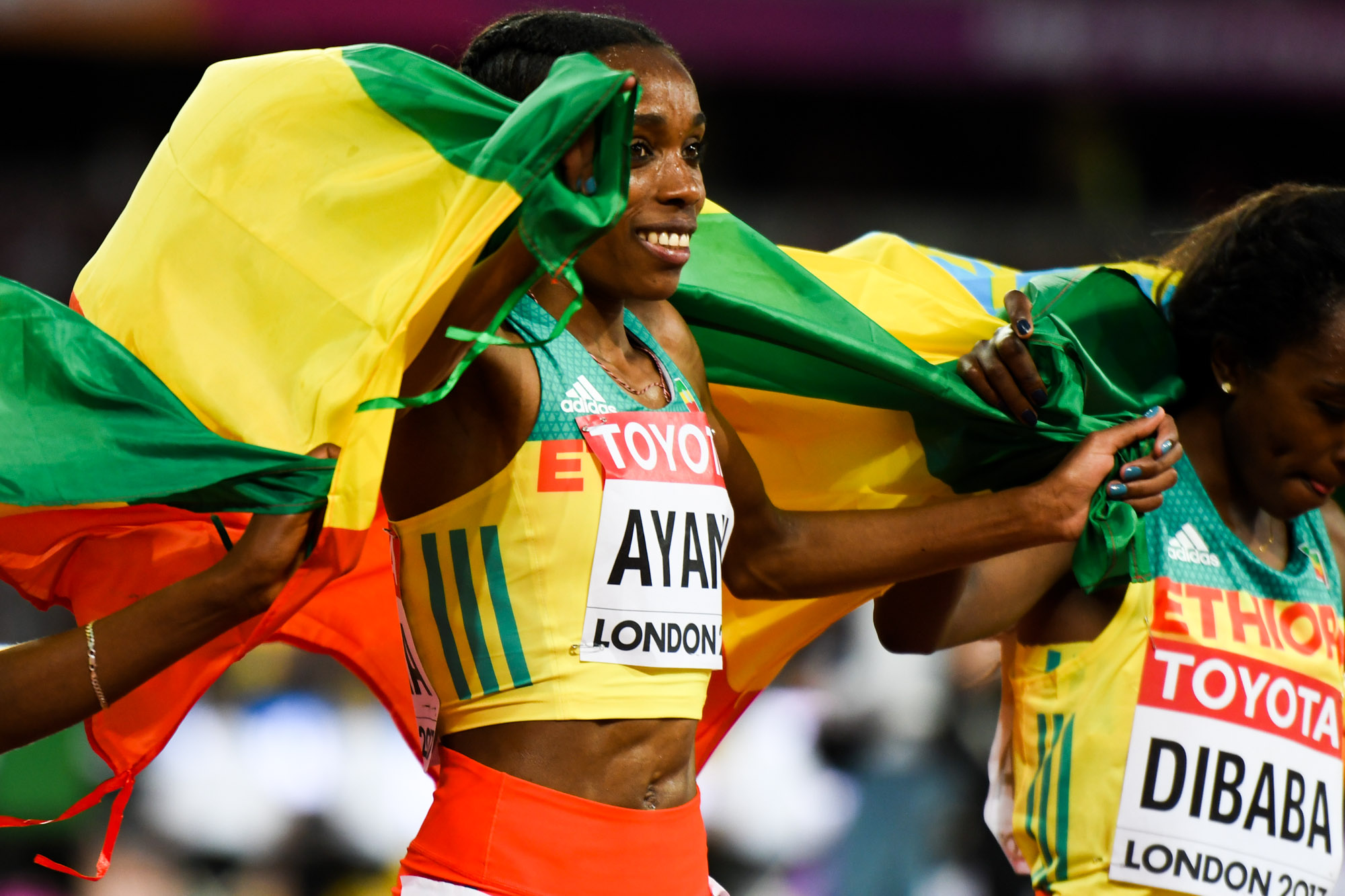
Weltmeisterin Almaz Ayana

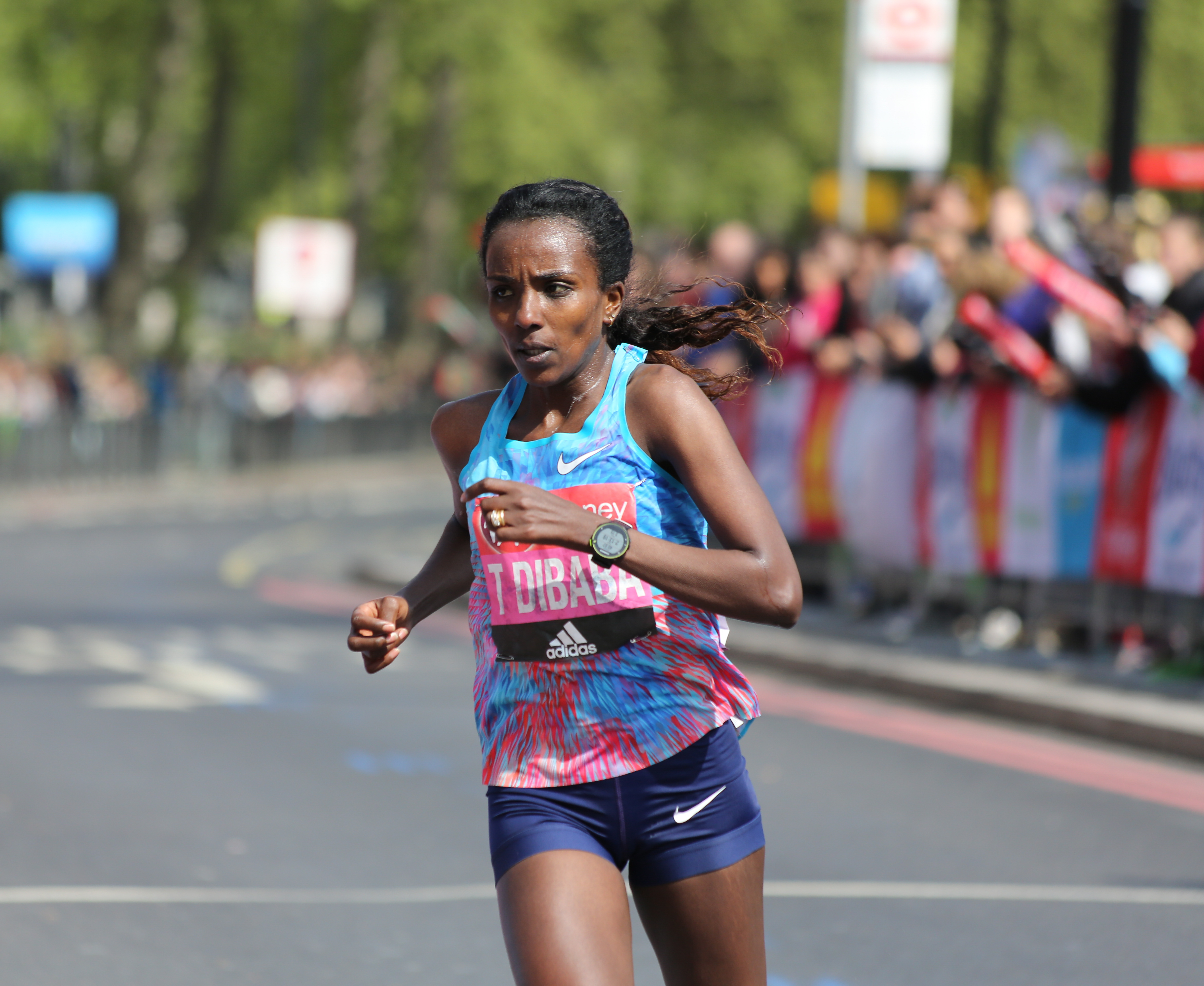
Vizeweltmeisterin Tirunesh Dibaba

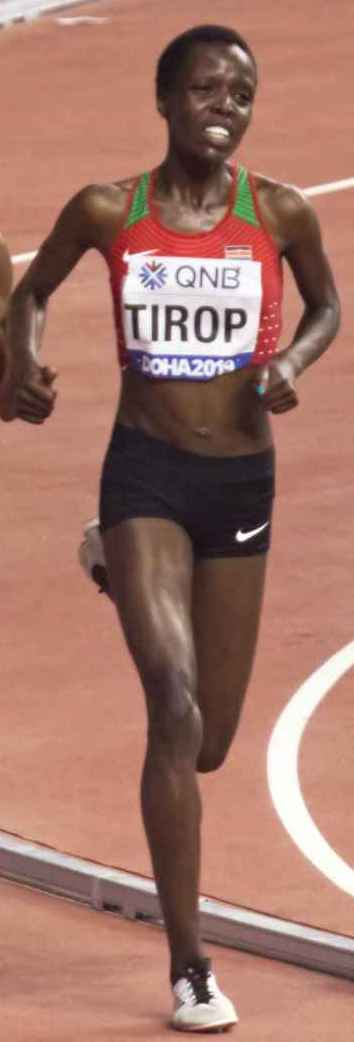
Bronzemedaillengewinnerin Agnes Jebet Tirop

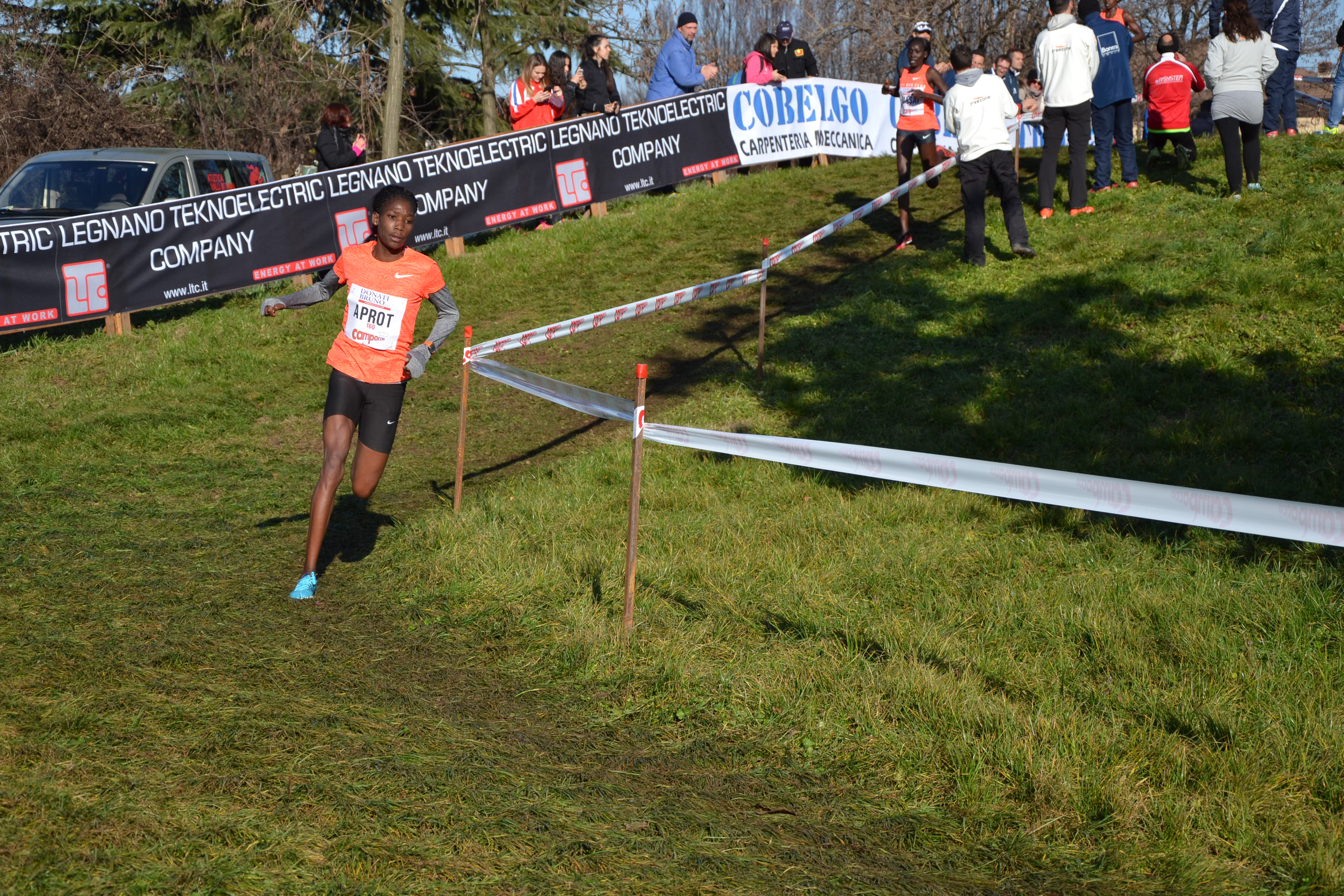
Alice Nawowuna wurde am Ende Vierte

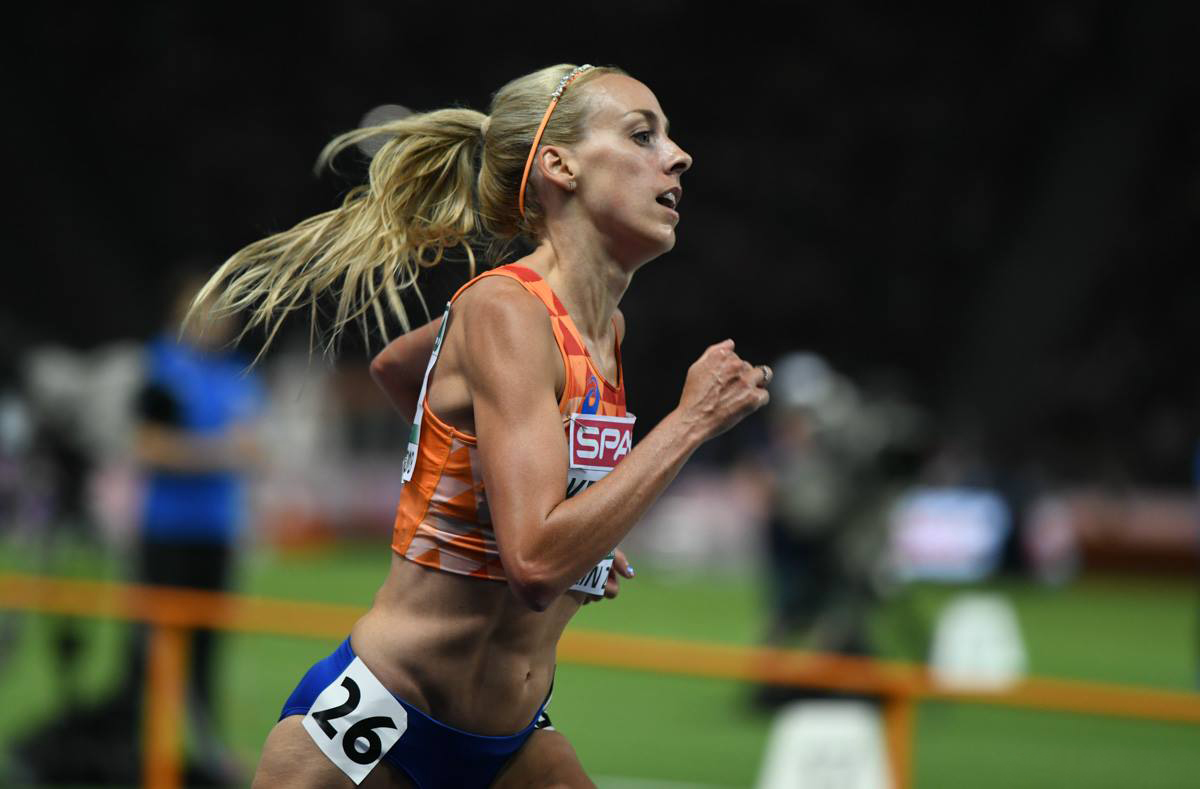
Susan Krumins belegte Rang fünf

Auf den letzten tausend Metern verlor in der Verfolgergruppe dann auch Nawowuna den Kontakt und fiel zurück. So musste die Entscheidung um Silber zwischen Dibaba und Tirop fallen. Im Ziel hatte die neue Weltmeisterin Almaz Ayana, die nicht mehr ihre letzten Reserven angreifen musste, einen Vorsprung von circa 46 Sekunden. Den Spurt um die Silbermedaille konnte schließlich die 32-jährige Tirunesh Dibaba für sich entscheiden, Agnes Jebet Tirop gewann Bronze. Vierte wurde etwas mehr als acht Sekunden dahinter Alice Aprot Nawowuna. Die Niederländerin Susan Krumins belegte Rang fünf vor Emily Infeld. Auf den siebten Platz kam Irene Chepet Cheptai, Molly Huddle erreichte Rang acht.
| Zwischenzeiten      | Zwischenzeiten | Zwischenzeiten                                                                                 | Zwischenzeiten |
| Zwischenzeit- Marke | Zwischenzeit   | Führende                                                                                       | 1000-m- Zeit   |
| ------------------- | -------------- | ---------------------------------------------------------------------------------------------- | -------------- |
| 01000 m             | 03:30,03 min   | Sitora Hamidova mit dem kompletten Feld                                                        | 3:30,03 min    |
| 02000 m             | 06:48,76 min   | Sitora Hamidova mit dem kompletten Feld                                                        | 3:18,73 min    |
| 03000 m             | 09:59,21 min   | Sitora Hamidova mit dem kompletten Feld                                                        | 3:10,45 min    |
| 04000 m             | 13:03,20 min   | Almaz Ayana mit dem fast kompletten Feld                                                       | 3:03,99 min    |
| 05000 m             | 15:51,31 min   | Ayana – ca. 6 s vor Can – ca. 8 s vor Nawowuna, Cheptai, Tirop, Dibaba, Eshete                 | 2:47,32 min    |
| 06000 m             | 18:42,97 min   | Ayana – ca. 7 s vor Nawowuna, Can, Tirop, Cheptai, Dibaba – ca. 17 s vor Eshete                | 2:51,66 min    |
| 07000 m             | 21:35,19 min   | Ayana – ca. 27 s vor Nawowuna, Tirop, Dibaba, Can, Cheptai – ca. 46 s vor 8-köpfiger Gruppe    | 2:52,22 min    |
| 08000 m             | 24:30,03 min   | Ayana – ca. 37 s vor Nawowuna, Tirop, Cheptai, Dibaba – ca. 45 s vor Can                       | 2:54,81 min    |
| 09000 m             | 27:26,83 min   | Ayana – ca. 47 s vor Tirop, Nawowuna, Dibaba – ca. 50 s vor Cheptai – ca. 62 s vor 6köpf. Grp. | 2:56,80 min    |
| 10.000 m            | 30:16,32 min   | Almaz Ayana                                                                                    | 2:49,52 min    |

## Ergebnis
5. August 2017, 20:10 Uhr Ortszeit (21:10 Uhr MESZ)
| Platz | Athletin                 | Land           | Zeit (min)  |
| ----- | ------------------------ | -------------- | ----------- |
|       | Almaz Ayana              | Äthiopien      | 30:16,32 WL |
|       | Tirunesh Dibaba          | Äthiopien      | 31:02,69 SB |
|       | Agnes Jebet Tirop        | Kenia          | 31:03,50 PB |
| 4     | Alice Aprot Nawowuna     | Kenia          | 31:11,86 SB |
| 5     | Susan Krumins            | Niederlande    | 31:20,24 PB |
| 6     | Emily Infeld             | USA            | 31:20,45 PB |
| 7     | Irene Cheptai            | Kenia          | 31:21,11 SB |
| 8     | Molly Huddle             | USA            | 31:24,78    |
| 9     | Emily Sisson             | USA            | 31:26,36    |
| 10    | Ayuko Suzuki             | Japan          | 31:27,30 SB |
| 11    | Yasemin Can              | Türkei         | 31:35,48    |
| 12    | Shitaye Eshete           | Bahrain        | 31:38,66 SB |
| 13    | Mercyline Chelangat      | Uganda         | 31:40,48 PB |
| 14    | Dera Dida                | Äthiopien      | 31:51,75    |
| 15    | Desi Mokonin             | Bahrain        | 31:55,34    |
| 16    | Natasha Wodak            | Kanada         | 31:55,47 SB |
| 17    | Darja Maslowa            | Kirgisistan    | 31:57,23 SB |
| 18    | Sitora Hamidova          | Usbekistan     | 31:57,42 NR |
| 19    | Mizuki Matsuda           | Japan          | 31:59,54    |
| 20    | Rachel Cliff             | Kanada         | 32:00,03 PB |
| 21    | Beth Potter              | Großbritannien | 32:15,88    |
| 22    | Eloise Wellings          | Australien     | 32:26,31 SB |
| 23    | Failuna Abdi Matanga     | Tansania       | 32:29,97    |
| 24    | Miyuki Uehara            | Japan          | 32:31,58    |
| 25    | Salome Nyirarukundo      | Ruanda         | 32:45,95 SB |
| 26    | Madeline Hills           | Australien     | 32:48,57    |
| 27    | Charlotte Taylor         | Großbritannien | 32:51,33    |
| 28    | Carla Salomé Rocha       | Portugal       | 32:52,71    |
| 29    | Margarita Hernández      | Mexiko         | 33:06,53    |
| 30    | Camille Buscomb          | Neuseeland     | 33:07,53    |
| 31    | Carmen Patricia Martínez | Paraguay       | 33:18,22 NR |
| DNF   | Sarah Lahti              | Schweden       |             |
| DNF   | Jess Martin              | Großbritannien |             |

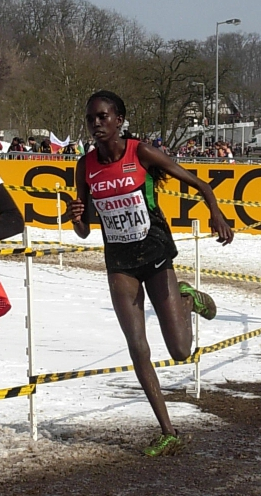
Irene Cheptai – Rang sieben
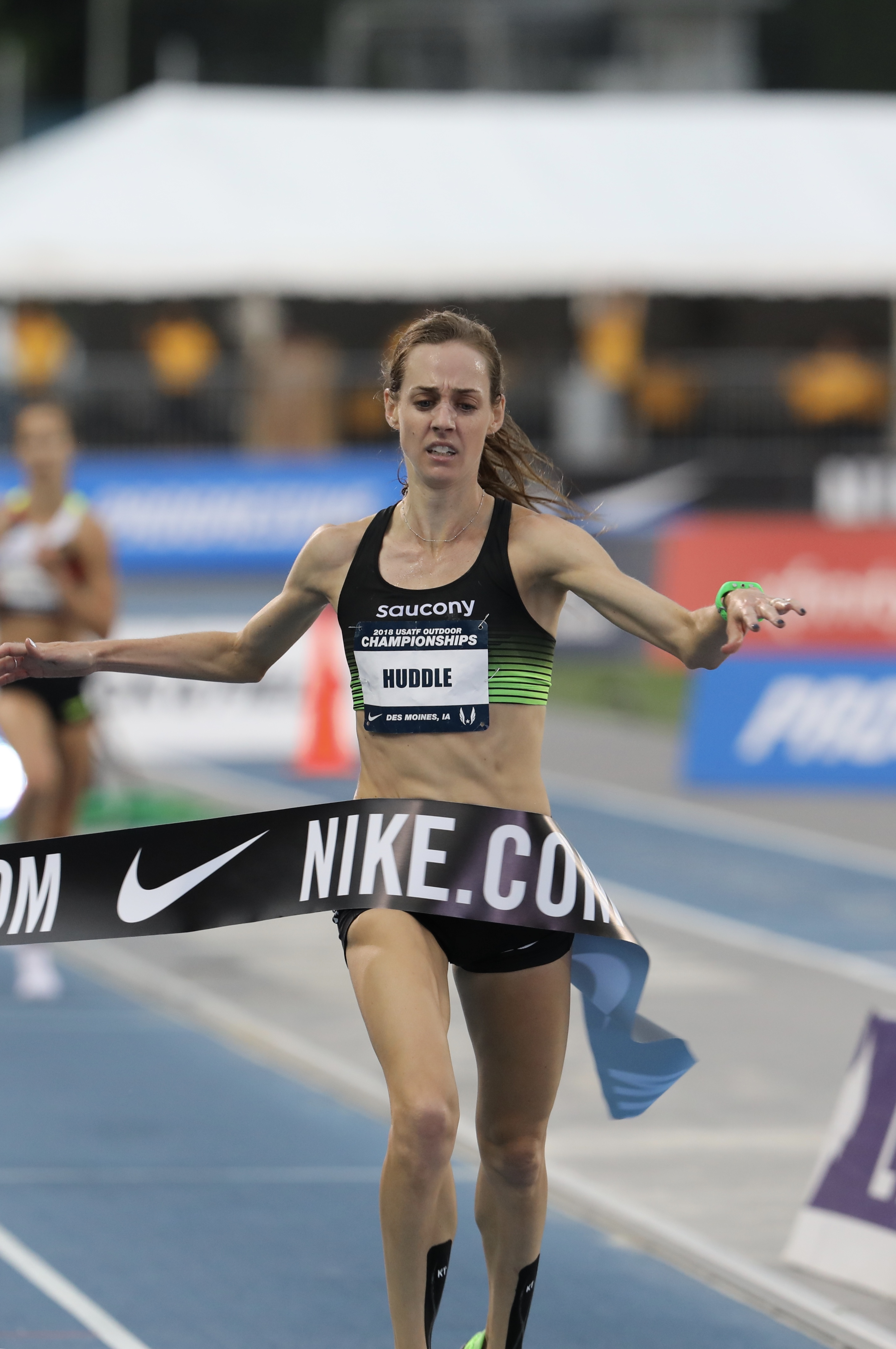
Molly Huddle – Rang acht
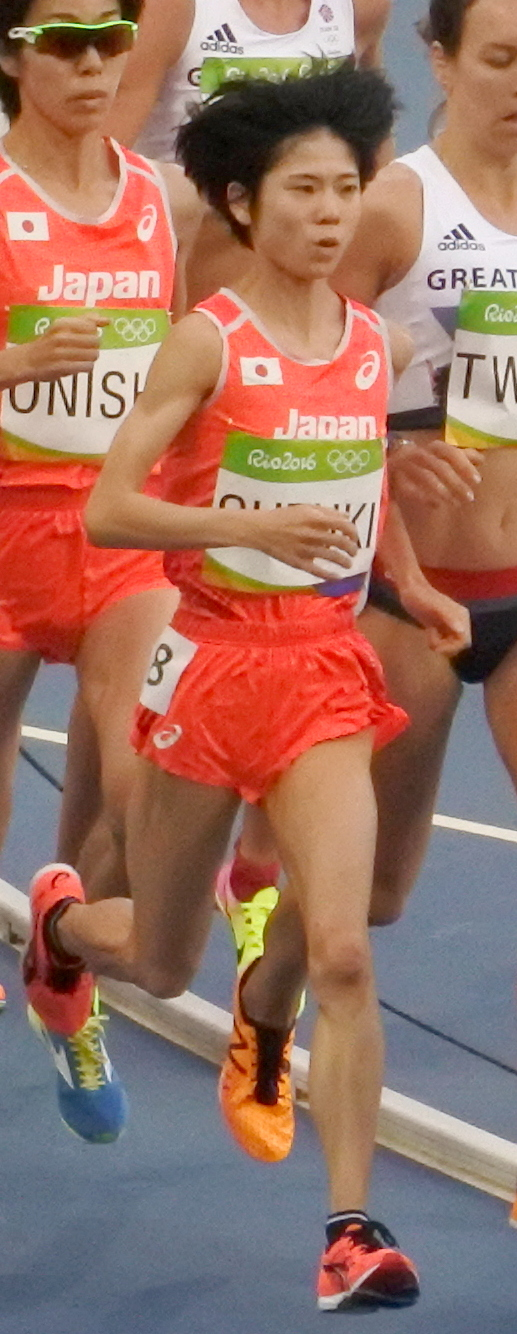
Ayuko Suzuki – Rang zehn
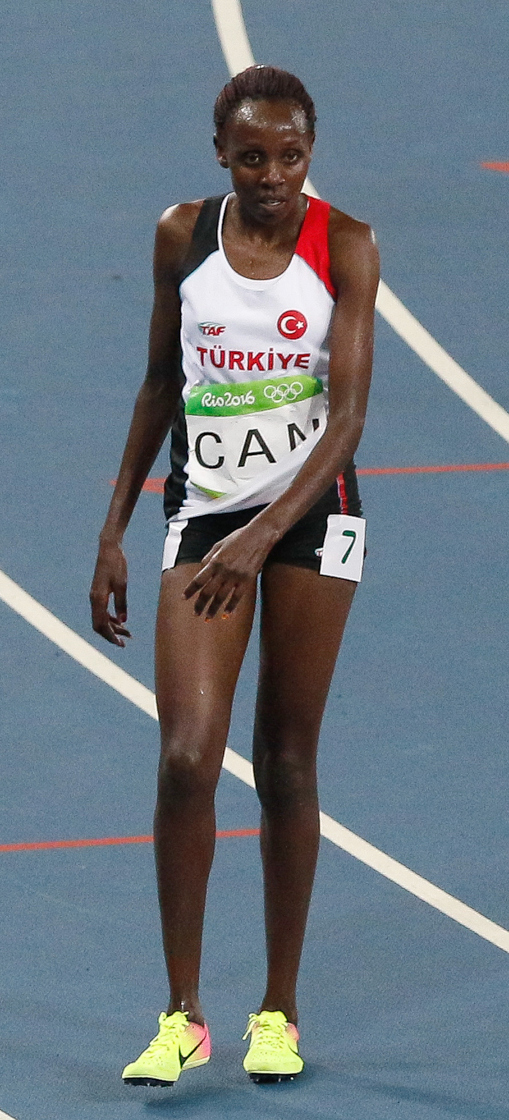
Yasemin Can – Rang elf
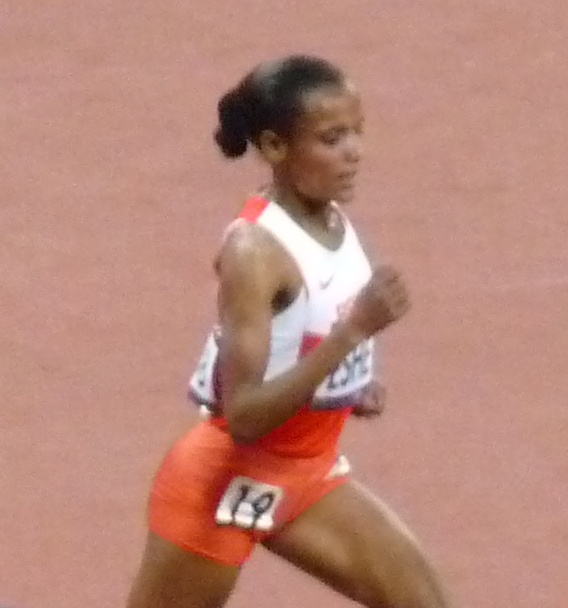
Shitaye Eshete – Rang zwölf
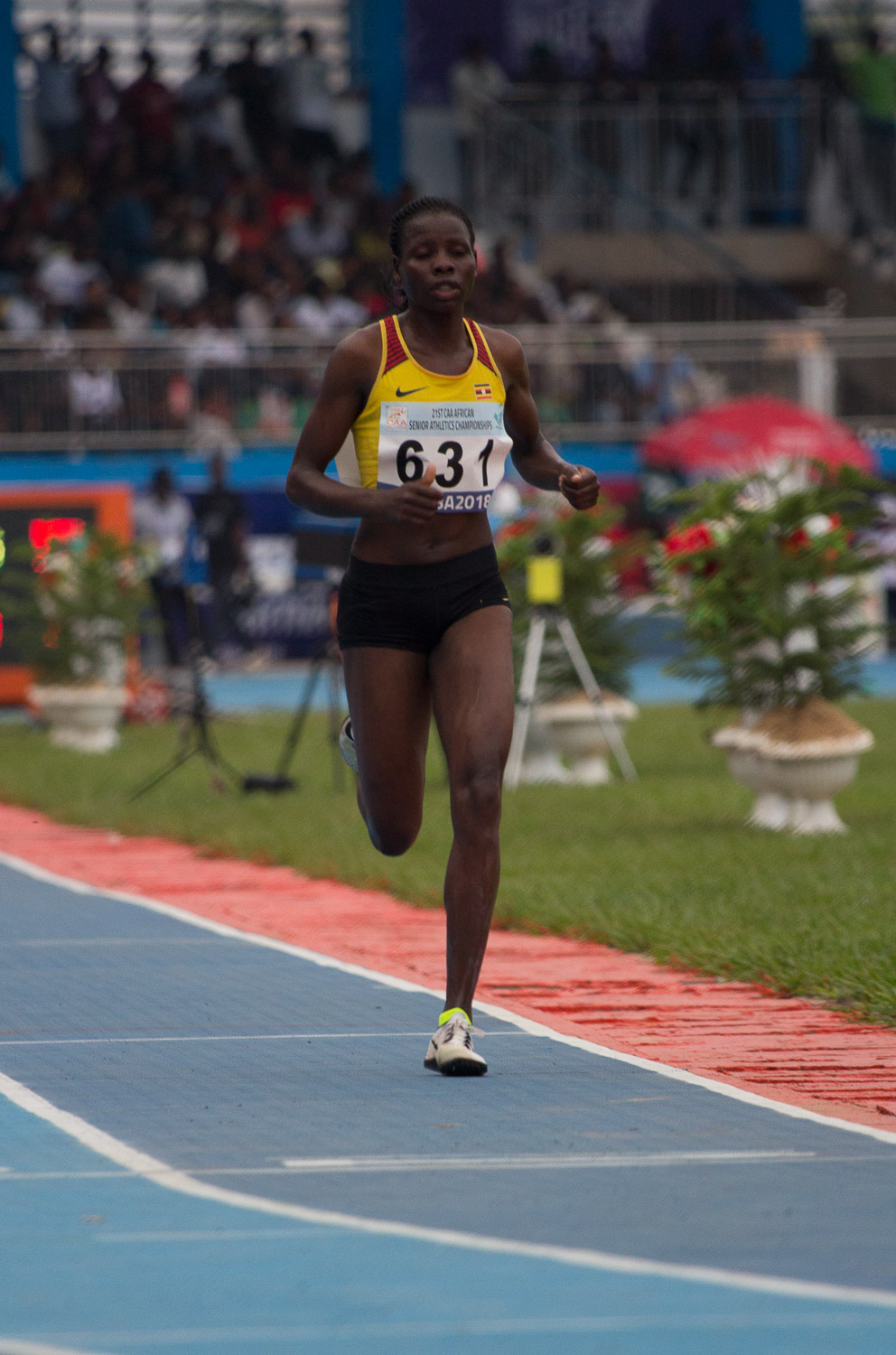
Mercyline Chelangat – Rang dreizehn
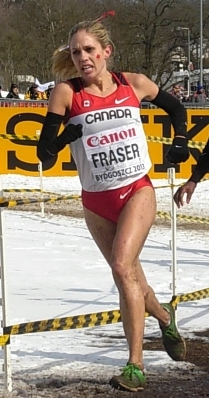
Natasha Wodak – Rang sechzehn

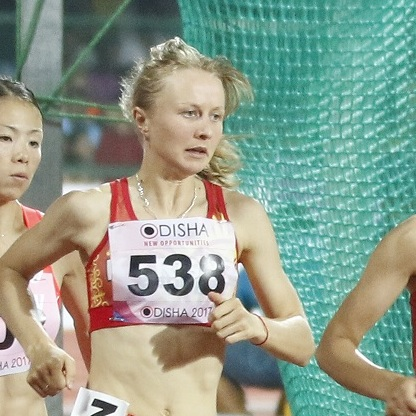
Daria Masloca – Rang siebzehn
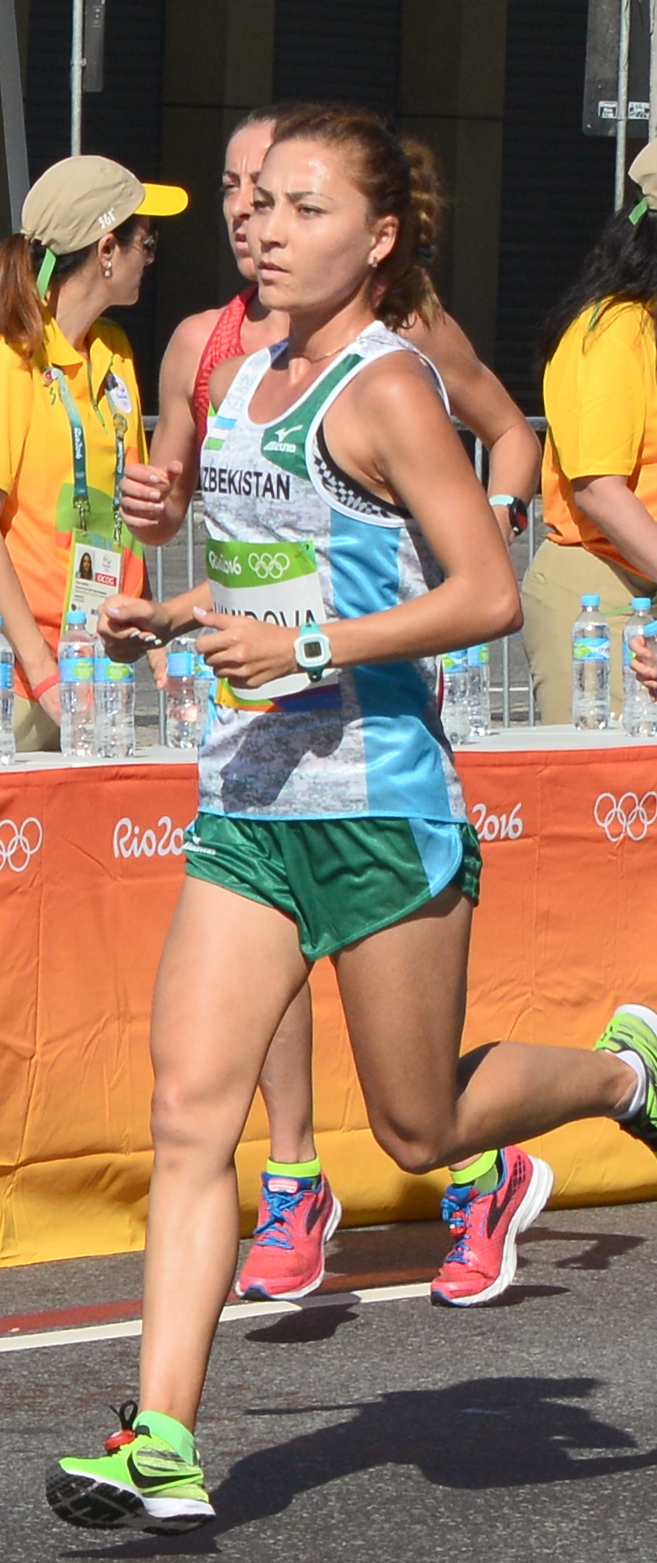
Sitora Hamidova – Rang achtzehn
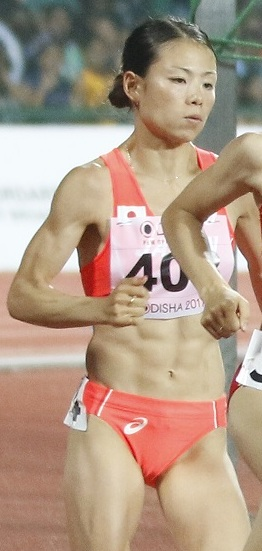
Mizuki Matsuda – Rang neunzehn
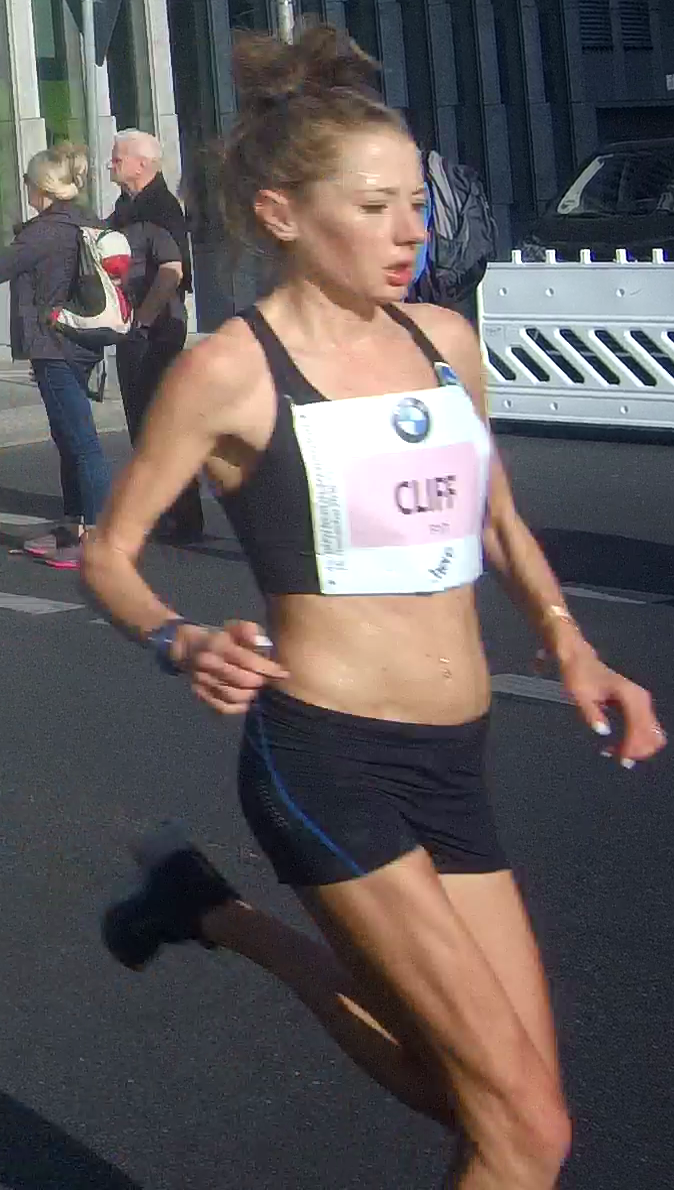
Rachel Cliff – Rang zwanzig
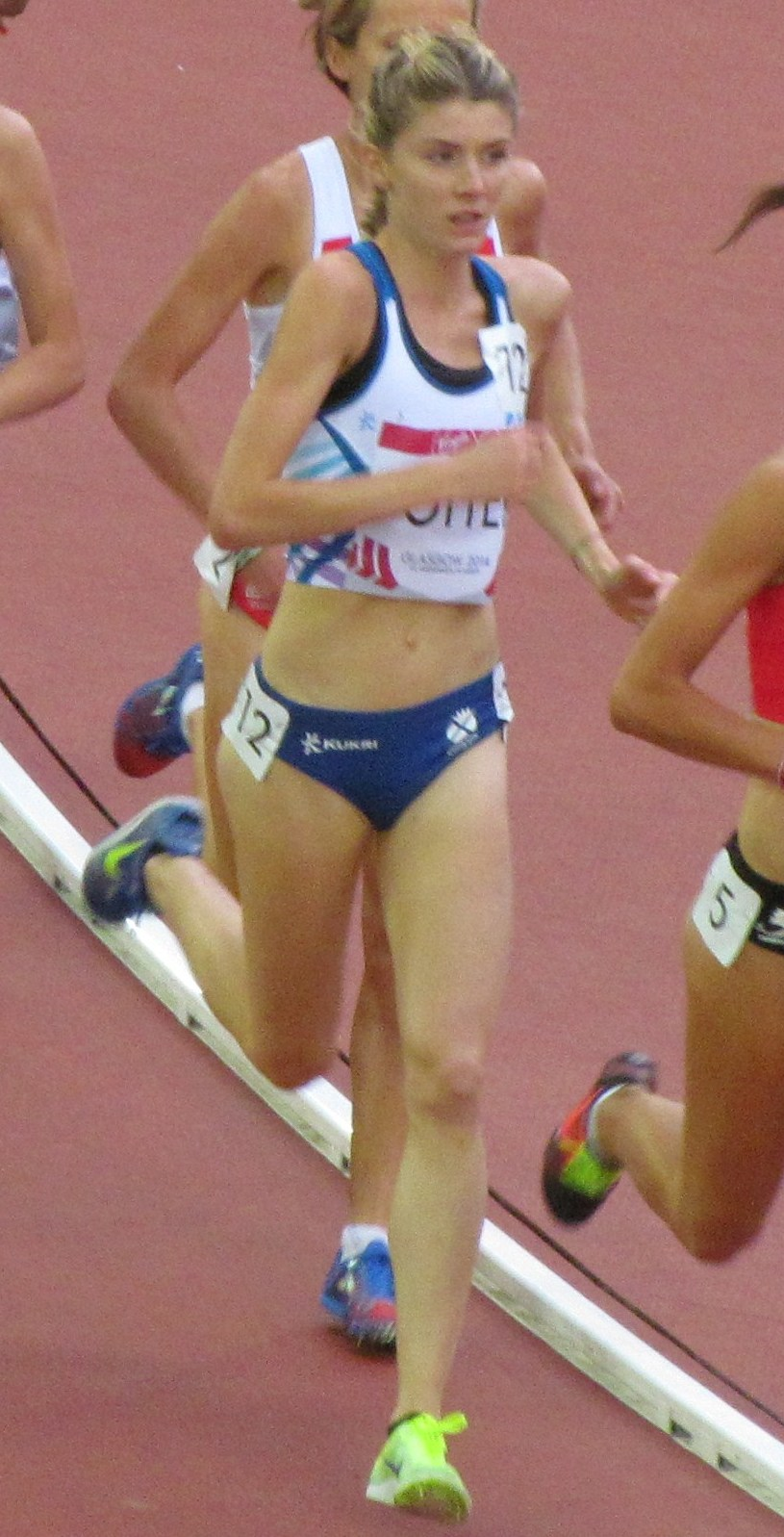
Beth Potter – Rang 21
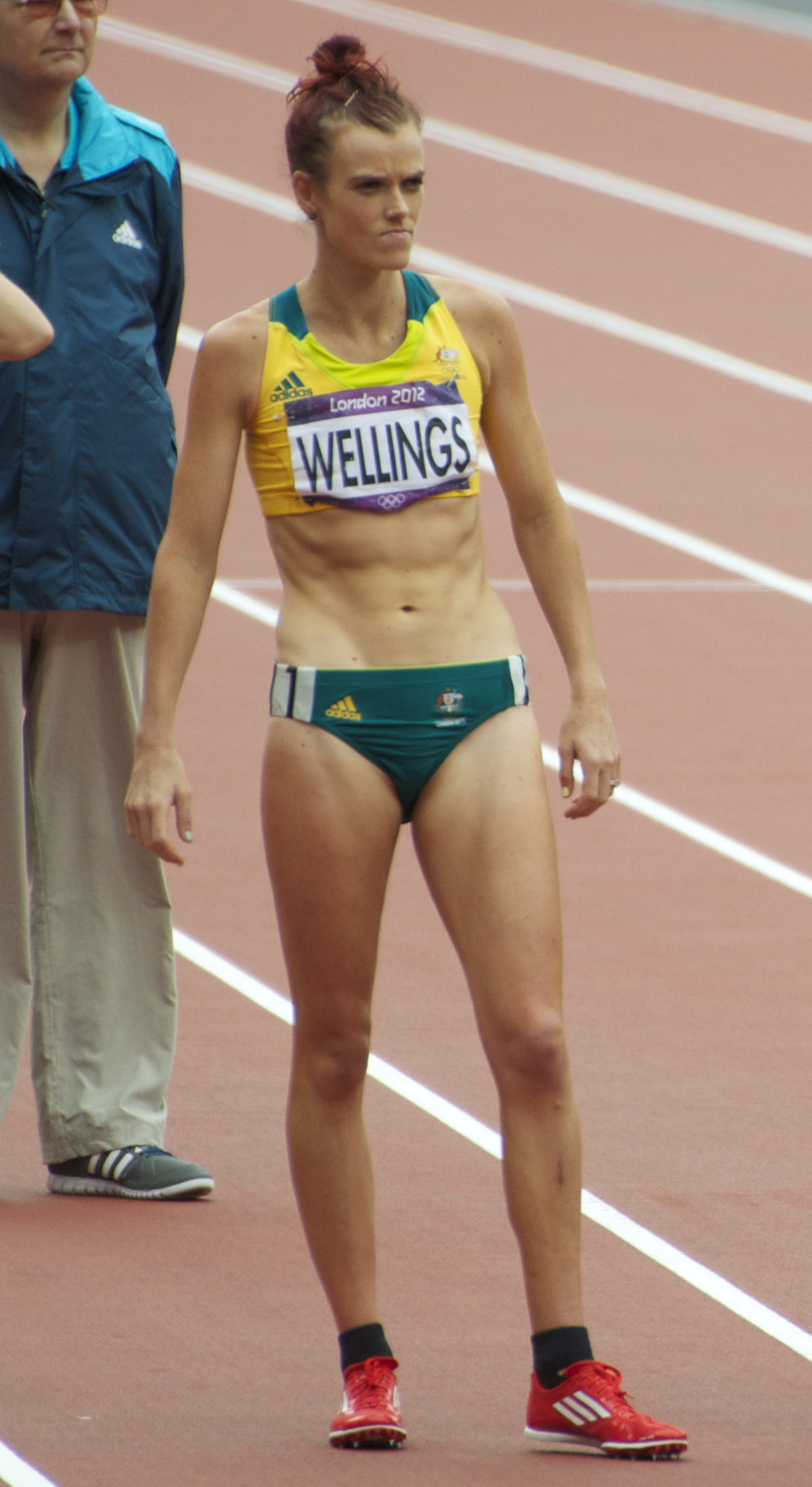
Eloise Wellings – Rang 22
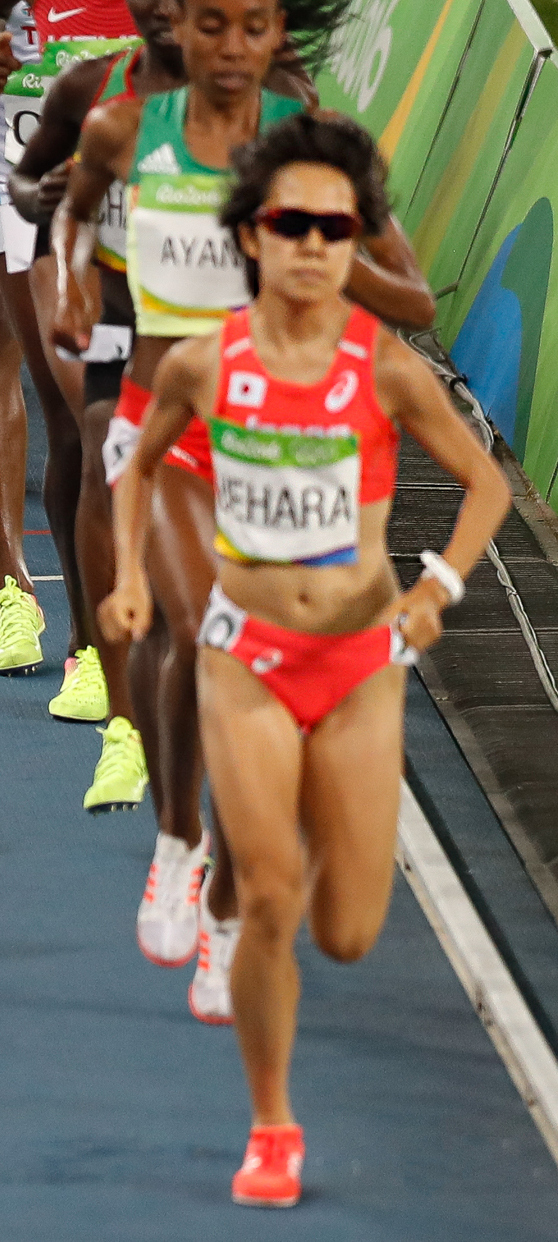
Miyuki Uehara – Rang 24

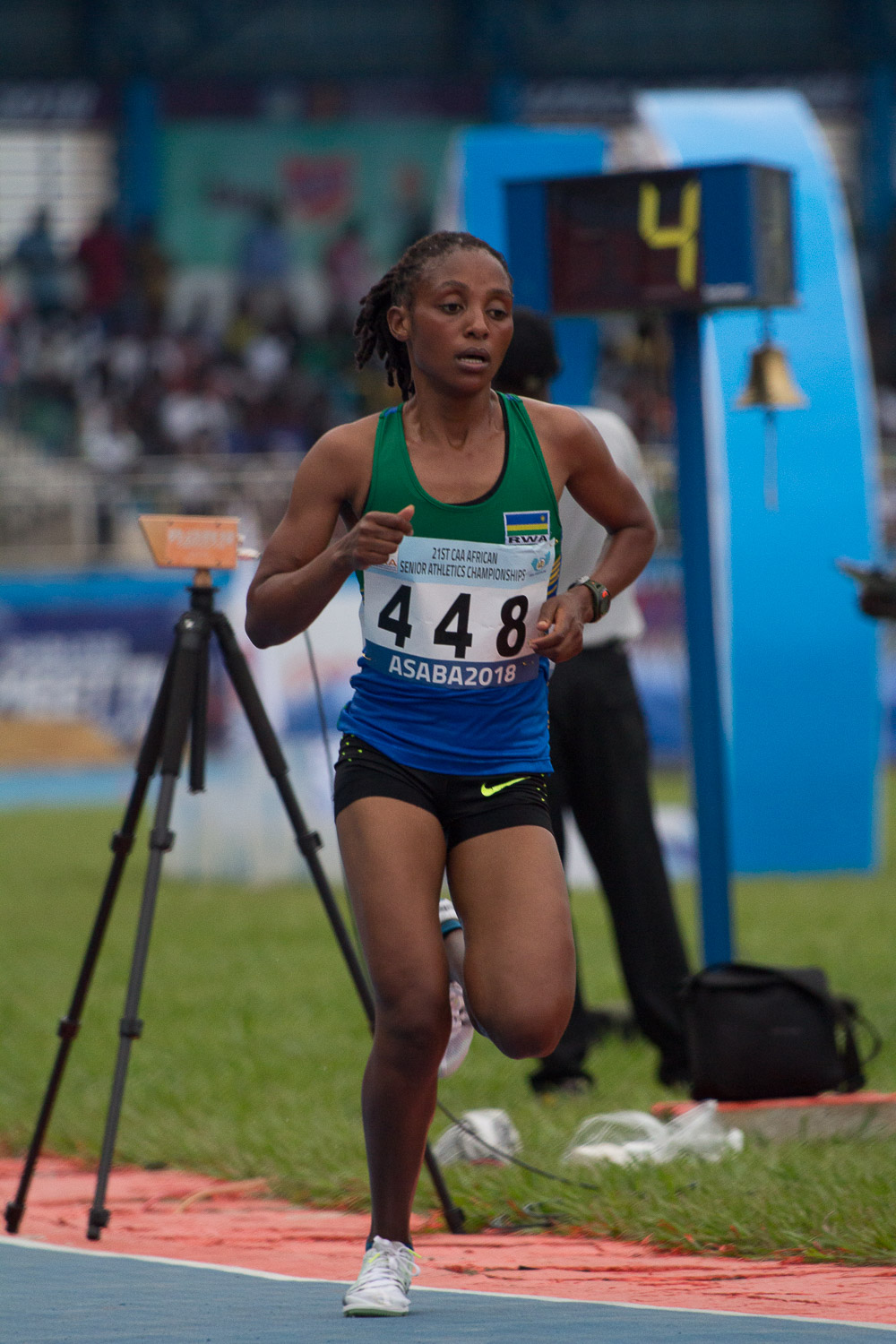
Salome Nyirarukundo – Rang 25
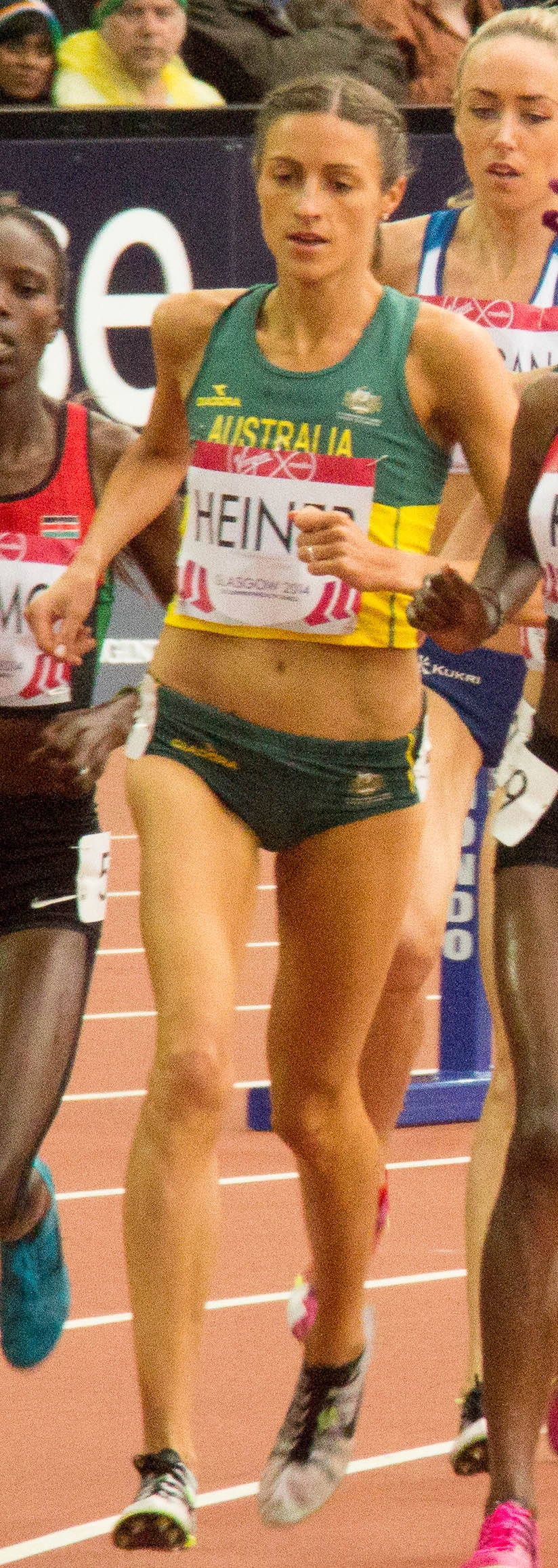
Madeline Hills – frühere Madeline Heiner – Rang 26
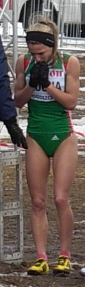
Carla Salomé Rocha – Rang 28
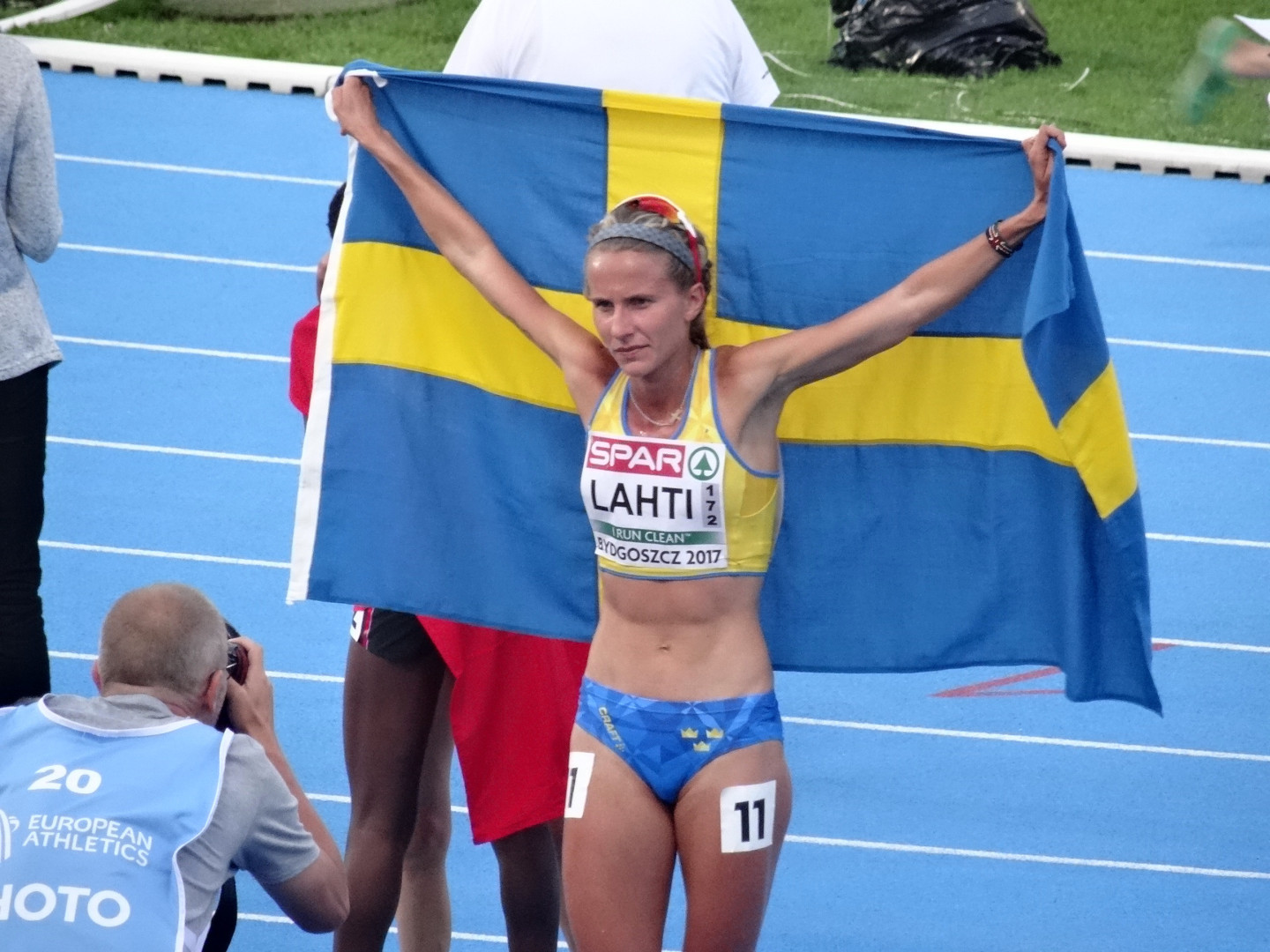
Sarah Lahti – Rennen nicht beendet

## Video
- Almaz Ayana wins the 10000m final at the 2017 IAAF world championship final 2017 in London, youtube.com, abgerufen am 5. März 2021